# Gaurax pubicollis
Gaurax pubicollis är en tvåvingeart som beskrevs av Becker 1911. Gaurax pubicollis ingår i släktet Gaurax och familjen fritflugor.
Artens utbredningsområde är Fiji. Inga underarter finns listade i Catalogue of Life.